# Age of Empires
Age of Empires é uma série de jogos eletrônicos para computador e consoles portáteis desenvolvida pela Ensemble Studios e publicada pela Microsoft. O primeiro título da série foi Age of Empires, lançado em 1997. Depois dele, outros seis títulos da franquia principal e quatro títulos derivados foram lançados. A maior parte da série é formada pelo gênero de estratégia em tempo real, sendo que seus modos de jogo se resumem a dois estilos principais: mapa aleatório e campanha. Além do gênero, os jogos da série são caracterizados por marcarem eventos históricos e muitas outras surpresas.
Os dois primeiros títulos da série são focados em eventos ocorridos na Europa, na Ásia e na África desde a idade da pedra até a Antiguidade Clássica, sendo o jogo Age of Empires baseado nas guerras antigas no ocidente e no oriente durante as quatro idades da Antiguidade (Idade da Pedra, Idade da Pedra Polida (chamada no jogo de Idade da Ferramenta), Idade do Bronze e Idade do Ferro) e seu pacote de expansão The Rise of Rome baseado na formação e expansão do Império Romano.
Foram criados ainda outros jogos diretamente relacionados à série. Entre o lançamento de The Conquerors e de Age of Empires III, a Ensemble Studios lançou o jogo Age of Mythology (e posteriormente o pacote de expansão The Titans). Age of Mythology utiliza os mesmos elementos de Age of Empires, porém com a mitologia grega, egípcia e nórdica como tema. Para o console Nintendo DS, foram desenvolvidos os jogos Age of Empires: The Age of Kings e a sequência Age of Empires: Mythologies. Porém estes dois últimos não foram desenvolvidos pela Ensemble Studios, mas pela Backbone Entertainment e Griptonite Games, respectivamente. O quarto jogo principal da série, Age of Empires IV, foi  desenvolvido pela Relic Entertainment  e lançado em 2021. A série também rendeu dois jogos baseados em multiplayer online, Age of Empires Online e Age of Empires: Castle Siege.
A série Age of Empires foi considerada um sucesso comercial, vendendo mais de 15 milhões de cópias. A popularidade e qualidade dos jogos deu à Ensemble Studios uma grande reputação em jogos de estratégia em tempo real. Na produção de Age of Empires III: The Asian Dynasties, ela colaborou com a empresa Big Huge Games. As críticas recebidas deram créditos ao sucesso pelo tema histórico e jogabilidade igualmente pelo fato dos jogadores de inteligência artificial lutarem sem códigos, o que geralmente não acontece em outras séries concorrentes.

## Elementos comuns

Exemplo de mini-mapa que aparece em partidas de vários jogos na série como Age of Empires e The Age of Kings.

Os jogos Age of Empires são uma série do gênero de estratégia em tempo real, com exceção do jogo de Táticas Baseadas em Turnos Age of Empires: The Age of Kings para Nintendo DS. As séries permitem dois modos de jogo: mapa aleatório, e campanha. "Mapa aleatório" é descrito pelo designer Greg Street como a "assinatura" da série. Nesse modo, o jogador seleciona uma civilização para jogar em um mapa criado aleatoriamente. Uma variação nos mapas aleatórios chama-se "combate total", onde os jogadores começam com uma grande quantidade de recursos e lutam até que um único lado sobreviva. Uma "campanha" é uma série de missões interligadas com um enredo específico. A maioria dos jogos na série possuem várias campanhas, porém, Age of Mythology é uma exceção no grupo, com uma única campanha, dividida em vários atos. Os jogos da série também oferecem partidas multiplayer, via conexões de LAN e modem. Age of Empires, The Age of Kings, e suas expansões oferecem também partidas online via Microsoft Gaming Zone (the Zone), que terminou em 19 de Junho de 2006. Age of Mythology, Age of Empires III, e suas expansões oferecem partidas online via Ensemble Studios Online (ESO), um sistema similar ao Zone e ao Battle.net, da Blizzard Entertainment.
As missões históricas seguem um foco e um sentido histórico, mesmo não tendo mira absoluta nos fatos históricos. Por exemplo, a Alemanha na idade pré-moderna em Age of Empires III era marcada como grande protestante, e com isso o design da capela alemã é católico. Porém, em Warchiefs, o time de design tomou grande precisão nas tribos nativo-americanas, sendo o mais precisos o possível, e colocaram historiadores experientes para assistência. Os jogos Age of Empires usam figuras históricas e unidades que são relativamente bem-conhecidas, mas também inclui várias unidades estrangeiras e exóticas para fazer o jogo mais interessante.

## Jogos

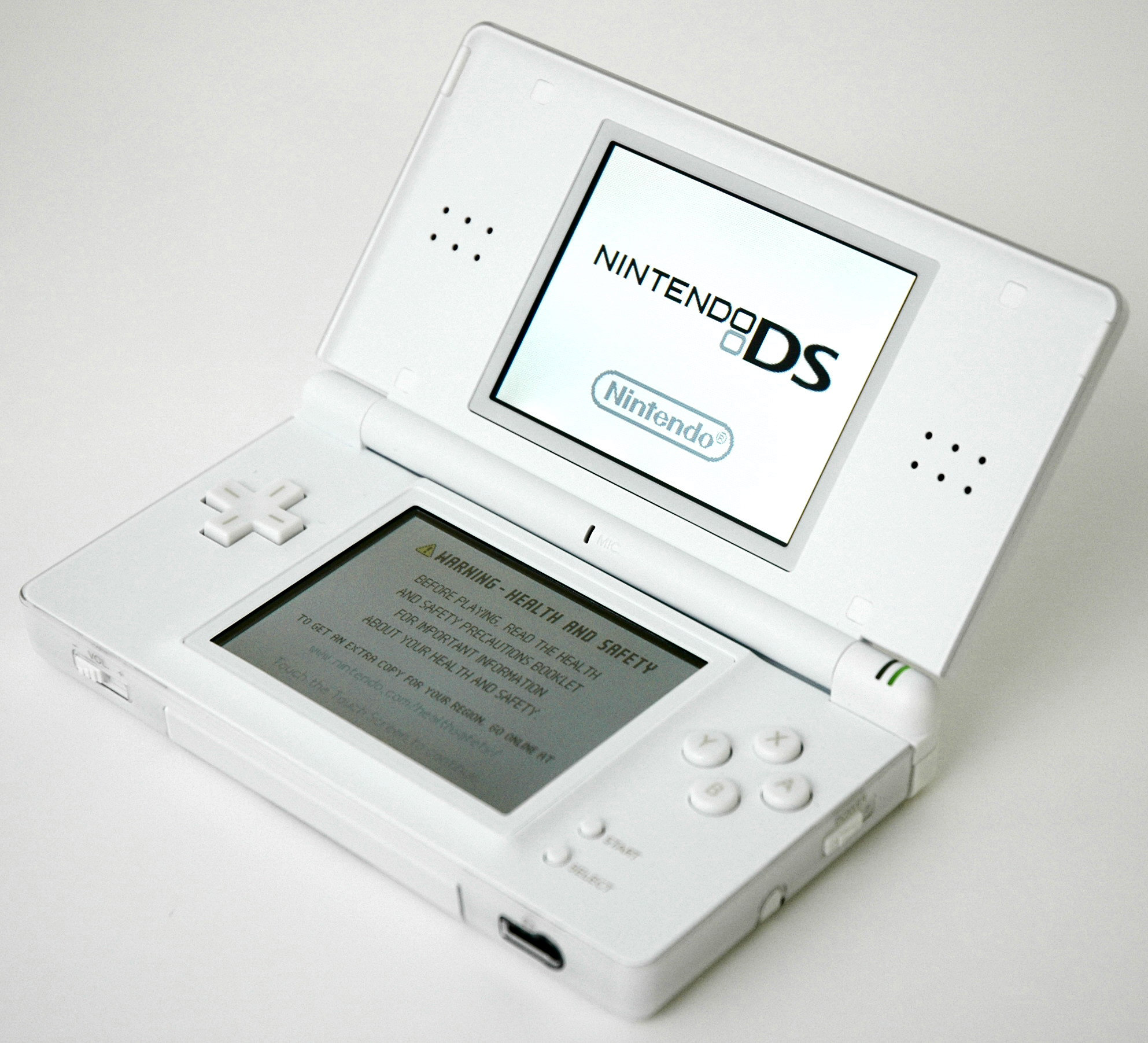
Nintendo DS, plataforma do título Age of Empires: The Age of Kings.

A série do jogo se foca em eventos históricos pelo tempo. Age of Empires segue os eventos da Idade da Pedra e do período Clássico, na Europa e Ásia. Sua expansão, The Rise of Rome, segue a formação e expansão do Império Romano. O Age of Empires: The Age of Kings e o jogo derivado para Nintendo DS seguem a Europa e Ásia durante a Idade Média. A sua expansão, The Conquerors, passam no mesmo período, porém inclui cenários da conquista Espanhola do México. Age of Empires III e sua primeira expansão, The Warchiefs, tem lugar durante a colonização das Américas pela Europa. Sua segunda expansão, The Asian Dynasties, seguem a expansão da Ásia no mesmo período. A série derivada da franquia principal, Age of Mythology, e seu pacote de expansão, The Titans, são colocados no período Clássico, porém com foco da mitologia em seus temas, diferente da história.[carece de fontes?]
| 1997 | Age of Empires                                                        |
| 1998 | Age of Empires: The Rise of Rome                                      |
| 1999 | Age of Empires II                                                     |
| 2000 | Age of Empires II: The Conquerors                                     |
| 2001 |                                                                       |
| 2002 | Age of Mythology                                                      |
| 2003 | Age of Mythology: The Titans                                          |
| 2003 | Age of Empires Gold (Pocket PC)                                       |
| 2004 |                                                                       |
| 2005 | Age of Empires II Mobile                                              |
| 2005 | Age of Empires III                                                    |
| 2006 | Age of Empires II Deluxe Edition Mobile                               |
| 2006 | Age of Empires: The Age of Kings                                      |
| 2006 | Age of Empires III: The WarChiefs                                     |
| 2007 | Age of Empires III: The Asian Dynasties                               |
| 2007 | Age of Empires III (J2ME)                                             |
| 2008 | Age of Empires: Mythologies                                           |
| 2009 |                                                                       |
| 2010 | Age of Empires III: The Asian Dynasties (J2ME)                        |
| 2011 | Age of Empires Online                                                 |
| 2012 |                                                                       |
| 2013 | Age of Empires II: HD Edition                                         |
| 2013 | Age of Empires II: The Forgotten                                      |
| 2014 | Age of Mythology: Extended Edition                                    |
| 2014 | Age of Empires: Castle Siege                                          |
| 2015 | Age of Empires II: The African Kingdoms                               |
| 2015 | Age of Empires: World Domination                                      |
| 2016 | Age of Mythology: Tale of the Dragon                                  |
| 2016 | Age of Empires II: Rise of the Rajas                                  |
| 2017 |                                                                       |
| 2018 | Age of Empires: Definitive Edition                                    |
| 2019 | Age of Empires II: Definitive Edition                                 |
| 2020 | Age of Empires III: Definitive Edition                                |
| 2021 | Age of Empires II: Definitive Edition - Lords of the West             |
| 2021 | Age of Empires III: Definitive Edition - United States Civilization   |
| 2021 | Age of Empires III: Definitive Edition - The African Royals           |
| 2021 | Age of Empires II: Definitive Edition - Dawn of the Dukes             |
| 2021 | Age of Empires IV                                                     |
| 2021 | Age of Empires III: Definitive Edition - Mexico Civilization          |
| 2022 | Age of Empires II: Definitive Edition - Dynasties of India            |
| 2022 | Age of Empires III: Definitive Edition - Knights of the Mediterranean |

Em 2017, em parceria com a Relic Entertainment, a Microsoft anunciou o retorno da série Age of Empires, com o seu novo título, Age of Empires IV, exclusivo para Xbox One e Windows 10 como parte do programa Xbox Play Anywhere.[carece de fontes?]
Em 2019, também foi fundado um estúdio próprio para Age of Empires, denominado AoE Studio, ele tem como Diretor Criativo o veterano na indústria Joseph Staten, criador e roteirista na saga Halo durante os anos de 2001 a 2010;[carece de fontes?]
Age of Empires II: Definitive Edition foi anunciado em 2019 para Windows 10 como uma remasterização de AoE II.[carece de fontes?]

### Série principal
Age of Empires, lançado em 26 de Outubro de 1997, foi o primeiro jogo da série, assim como o primeiro grande lançamento da Ensemble Studios. Foi um dos primeiros jogos de estratégia em tempo real baseado na história, utilizando o motor de jogo Genie Engine. GameSpot descreveu o jogo como sendo uma mistura de Civilization e Warcraft. O jogo dá ao jogador a opção de escolher entre doze civilizações para desenvolver da Idade da Pedra até a Idade do Ferro. O pacote de expansão, The Rise of Rome, lançado pela Microsoft em 31 de Outubro de 1998, introduziu novos recursos e civilizações, como a civilização romana. Apesar dos dois jogos terem muitos defeitos, atualizações foram lançadas para resolvê-los.
Age of Empires foi bem recebido em geral, apesar de algumas críticas bem negativas. GameSpot citou o design confuso, enquanto Computer and Video Games elogiou o jogo como sendo forte tanto para um jogador como para vários. A Academy of Interactive Arts & Sciences nomeou Age of Empires como "Jogo de estratégia para computadores do ano" de 1998. Por muitos anos, o jogo permaneceu no topo da lista dos mais vendidos, com mais de três milhões de unidades vendidas até 2000. The Rise of Rome não foi tão popular: vendeu somente um milhão de unidades em 2000 e conseguiu uma nota de 80% no Game Rankings.

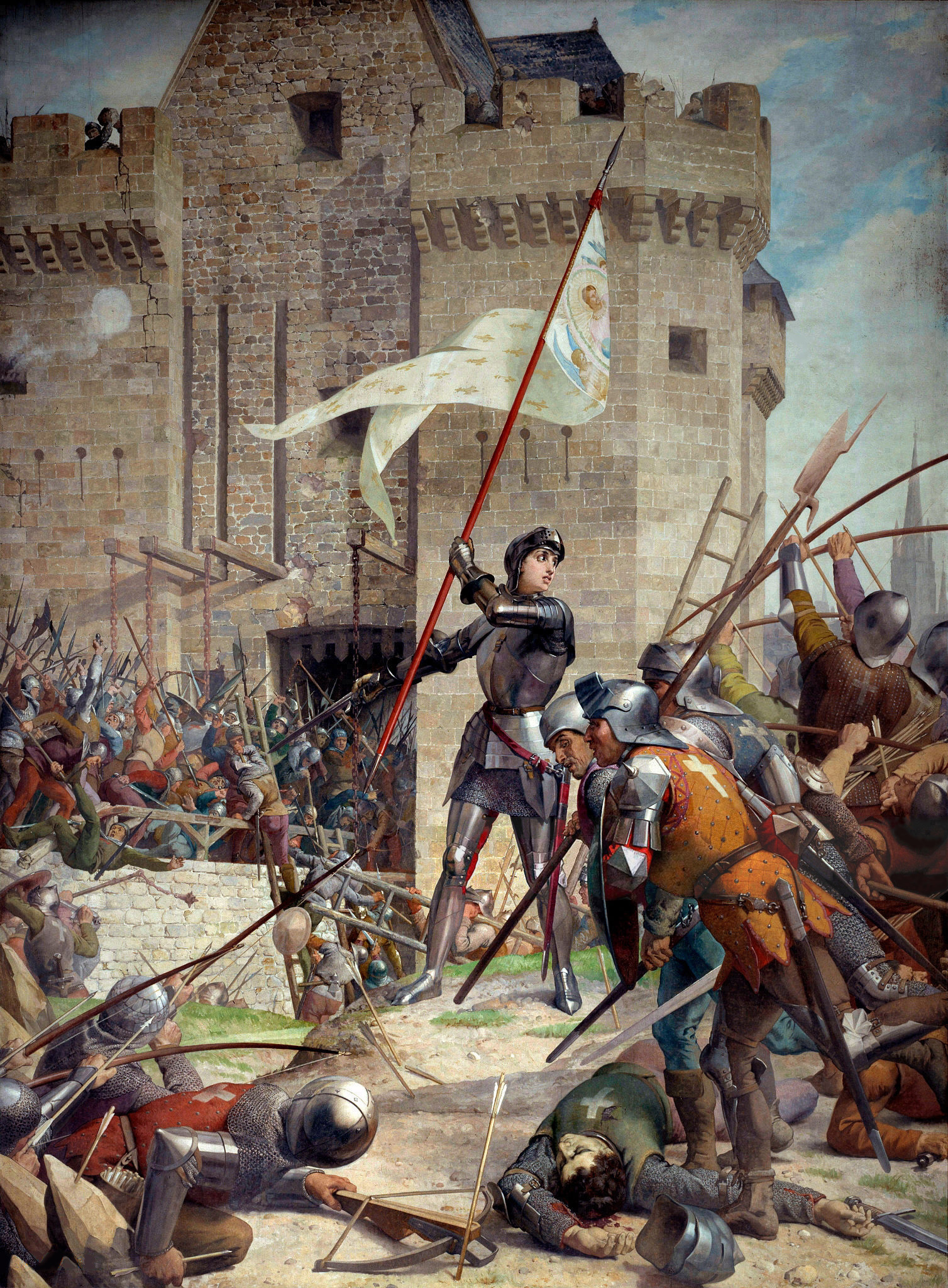
Pintura romântica de Joana D'Arc na Batalha de Orléans, combate militar relembrado em Age of Empires.

Age of Empires II: The Age of Kings, lançado em 30 de Setembro de 1999, manteve o motor de jogos Genie Engine e assim herdou a jogabilidade de seu antecessor. Age of Kings se passa na Idade Média, da Idade das Trevas até a Idade Imperial. Ele permite aos jogadores escolher uma das treze civilizações da Europa, Ásia e Oriente Médio. A Microsoft publicou a expansão, The Conquerors, em 24 de Agosto de 2000. Ele adicionou novas unidades e cinco novas civilizações, incluindo duas civilizações mesoamericanas: os maias e os astecas. A expansão introduziu também o conceito de tecnologias disponíveis apenas para determinadas civilizações. The Age of Kings teve um sucesso crítico maior que os dois primeiros títulos, com a Game Rankings e a Metacritic dando 92% de pontuação. A Microsoft vendeu mais de dois milhões de cópias e recebeu vários prêmios por isso. Ainda teve os casos de que The Conquerors aumentou o desequilíbrio junto com o Age of Kings. The Age of Kings e The Conquerors ganharam o "Prêmio de Jogo de Estratégia do Ano" da Academy of Interactive Arts & Sciences em 2000 e 2001, respectivamente.
Age of Empires III, lançado em 18 de outubro de 2005, foi construído em uma versão melhorada no motor de jogo de Age of Mythology com várias mudanças de melhorias nos gráficos e com sistema de motor Havok para Middleware. O jogo se passa nos tempos modernos entre 1421 e 1850 onde os jogadores podem escolher uma das oito nações europeias. O jogo introduziu várias novidades, como as grandes cidades. Descrito pela Ensemble Studios como "um importante sistema de suporte para seus esforços no Novo Mundo", as cidades grandes ajudam a fornecer recursos, equipamentos, tropas e pesquisas ao jogador. Elas podem ser usadas em vários jogos e melhoradas a cada batalha, podendo ser comparadas a um personagem RPG da Ensemble Studios. A primeira expansão para Age of Empires III, The WarChiefs, foi lançada 17 de Outubro de 2006. A maior parte das mudanças pela expansão são pequenas, mas elas introduziram três novas civilizações, com um foco nos povos indígenas das Américas. A mais notável mudança foi a introdução da unidade "chefe de guerra". A segunda expansão, The Asian Dynasties, foi lançada em 23 de outubro de 2007. Foi produzida pela Ensemble Studios junto com a ajuda da Big Huge Games com Brian Reynolds se juntando a Bruce Shelley como chefes da equipe. O jogo expandiu o universo de Age of Empires III dentro da Ásia e introduziu três novas civilizações. A recepção de Age of Empires III foi variada; Game Revolution descreveu como "tão divertido quanto um livro escolar de História", enquanto a GameZone alegou que ele foi "um dos jogos mais procurados, muito menos que um jogo de RTS que está no mercado atualmente". Ele vendeu mais de dois milhões de cópias e ganhou o prêmio de "jogo de estratégia do ano" da GameSpy. The WarChiefs falhou em igualar o sucesso de seu antecessor, ganhando uma nota baixa na Game Rankings e Metacritic — The Asian Dynasties continuou baixa — com 80%. Várias edições especiais de Age of Empires III incluíram livros de artes. A última página do livro é uma representação das séries; os números romanos estão em um painel de I a V, indicando que incluiriam um Age of Empires IV e Age of Empires V. Sandy Petersen, funcionário da Ensemble Studios, disse que a imagem "foi mera especulação de sua parte".
Em 2008, a Microsoft anunciou que ia fechar a Ensemble Studios após a conclusão de Halo Wars. Alguns de seus funcionários vão formar um novo time como parte da Microsoft Game Studios. Kevin Unangst, diretor da Games for Windows, negou o fim da série Age of Empires falando com The San Francisco Chronicle "estamos muito excitados sobre um futuro potencial para Age of Empires". A Edge confirmou em uma entrevista com o vice-presidente de entretenimento interativo da Microsoft, Shane Kim, que a Microsoft continua com o próprio Age of Empires e que tem planos para continuar com a série. Porém, Bruce Shelley escreveu em seu blog que não vai fazer parte de nenhum dos novos estúdios formados.
Age of Empires IV foi anunciado em 21 de agosto de 2017, durante a Gamescom 2017. O mesmo será produzido pela Relic Entertainment, empresa especializada em jogos de estratégia, como Homeworld, Warhammer 40,000: Dawn of War, e Company of Heroes. Um site oficial foi disponibilizado na mesma data, contendo o trailer oficial. O jogo foi lançado em 2021 para computadores com sistema operacional Windows 10, e uma versão para Xbox One e Xbox Series X/S foi anunciada para 2023.

### Jogos derivados
Age of Mythology se foca na mitologia ao invés da história. O jogo tem vários elementos de jogabilidade em comum com os jogos da série principal, e é considerado parte da série, mesmo com o tema diferente. A campanha no Age of Mythology conta a história de um Atlantis, Arkantos, e sua missão para descobrir porque seu povo não está mais recebendo favores de Poseidon e dos deuses gregos. The Titans apresenta os Atlanteans como uma nova civilização. A sua campanha é menor do que as expansões anteriores, e se centra em Kastor, filho de Arkantos, que caiu nas mentiras dos titães e libertou-os do Tartarus. Age of Mythology vendeu mais de um milhão de unidades em quatro meses. Ele pontuou 89% na Game Rankings e na Metacritic. Microsoft lançou o jogo em 30 de Outubro de 2002, e a expansão The Titans em 21 de Outubro de 2003.[carece de fontes?] The Titans não atingiu o mesmo sucesso de vendas do Age of Mythology, apesar de ter sido bem recebida pelos críticos. Aproximadamente cinco anos depois, em 24 de Novembro de 2008, a Griptonite Games lançou uma variação de Age of Mithology, Age of Empires: Mythologies, para Nintendo DS.
Backbone Entertainment desenvolveu uma versão do jogo Age of Empires: The Age of Kings como um jogo de estratégia de turnos para o Nintendo DS. A Majesco lançou o jogo em 14 de Fevereiro de 2006. É similar a outros jogos baseados em turnos, como o Advance Wars, mas a jogabilidade é baseada na versão para computador Age of Empires II: The Age of Kings. Age of Empires: The Age of Kings pontuou 80% na Game Rankings e na Metacritic. Konami lançou um jogo com o mesmo nome para PlayStation 2 mais ou menos cinco anos antes da versão para DS, mas o jogo recebeu muito pouca promoção, e não vendeu muito.

### Jogos online
O primeiro jogo da série após o fechamento da Ensemble foi Age of Empires Online, um MMORTS desenvolvido pela Robot Entertainment e a Gas Powered Games. Lançado em 2011, possuía jogabilidade parecida com o resto da série apesar de baseado online, no serviço Games for Windows – Live. A Microsoft Games parou de desenvolver novo conteúdo para Age of Empires: Online em 2013, e fechou o jogo no ano seguinte.
A versão mais recente foi Age of Empires: Castle Siege. Desenvolvido pela Smoking Gun Interactive, Castle Siege segue o estilo tower defense, com jogadores montando bases, atacando adversários e se unindo em clãs. Foi lançado para Windows Phone e Windows 8.1 em 2014, recebendo versão para iOS no ano seguinte, e para Android em 2017.

## Desenvolvimento

### Elementos históricos
As fases do desenvolvimento dos jogos da série Age of Empires foram similares em vários aspectos. Sendo o jogo baseado em eventos históricos, a equipe frequentemente precisou fazer uma grande quantidade de pesquisas. Entretanto, a pesquisa não foi aprofundada; de acordo com o designer Bruce Shelley: "[isso] não é... uma boa ideia para a maioria dos produtos de entretenimento". Shelley também disse que a Ensemble Studios pega a maioria do material de referência nas seções infantis de livrarias. Ele afirmou que o objetivo do jogo é fazer com que os jogadores se divirtam, "não os seus projetistas ou consultores". Segundo Bruce, o sucesso da série é baseado em fazer um jogo que agrade tanto os jogadores casuais como os hardcore. Shelley também afirmou que os jogos da série Age of Empires não são sobre a história em si, mas "sobre a experiência humana". Eles se focam não simplesmente no que os humanos fizeram mas o que eles poderiam fazer no futuro, como "viajar para o espaço".
Ensemble Studios desenvolveu o Age of Mythology de um modo diferente dos dois jogos anteriores. A equipe estava preocupada em não conseguir bons resultados com um terceiro jogo baseado em história e, depois de discutir várias alternativas, escolheu a mitologia como base do enredo.

### Inteligência artificial
A inteligência artificial (IA) usada na série Age of Empires tem sido desenvolvida e melhorada constantemente pelos projetistas. O especialista em IA Dave Pottinger ressaltou que a equipe de desenvolvimento deu uma grande prioridade para a IA no jogo original, e passou mais de um ano trabalhando nela. Afirmou  ao invés de códigos que ofereçam bônus e vantagens, ou ajustando suas unidades para ficarem mais fortes do que o normal. Pottinger depois disse que a equipe da série orgulha-se de sua IA jogar um "jogo limpo".
Eles também deram prioridade à inteligência artificial do jogo The Conquerors, resultando em aldeões mais inteligentes, o que ficou muito popular nos jogos subsequentes da série. Depois de construir uma estrutura que guarda ou produz recursos, aldeões "inteligentes" iniciam a coleta de recursos relacionados à estrutura, como colher na fazenda ou minerar pedras e minas de ouro.
Em The Titans o jogador pode modificar a IA quando está criando cenários customizados, fazendo-os reagirem de acordo com determinados padrões.

### Música
Stephen Rippy é o diretor musical da série desde o primeiro jogo. Ocasionalmente recebeu a ajuda do seu irmão David Rippu, assim como de Kevin McMullan. Rippy criou a música original do Age of Empires com sons de instrumentos da época em que o jogo se passa, vindos de instrumentos reais e de suas respectivas amostras digitais. As músicas foram resultados de intensas pesquisas nas culturas, estilos e instrumentos usados à época do enredo. Rippy afirma que o desenvolvimento da trilha sonora em The Age of Kings foi mais fácil porque tinha conhecimento dos instrumento usados na Idade Média. Assim eles foram capazes de produzir as músicas da trilha sonora do jogo. Já em Age of Mythology uma orquestra instrumental foi usada. De acordo com McMullan, o time coletou um grande número gravações sonoras de zoológicos e criou uma "gigantesca biblioteca musical de material próprio". A trilha sonora de Age of Empires III foi similar à de The Age of Kings, utilizando mais instrumentos; Rippy ressalta o uso de instrumentos como gaitas-de-fole e tambores de campo para dar um toque realístico.

### Colaboração
Ensemble Studios trabalhou em conjunto com a empresa Big Huge Games para desenvolver o The Asian Dynasties. Essa foi a primeira vez em que as duas equipes trabalharam juntas. O calendário compatível das companhias foi o motivador: a Ensemble Studios estava ocupada com outros projetos (especialmente Halo Wars), enquanto a equipe de desenvolvimento de estratégia em tempo real da Big Huge Games estava trabalhando em apenas uns poucos projetos.
A Big Huge Games fez a maior parte do trabalho, mas os designers Greg Street e Sandy Petersen da Ensemble Studios se juntaram na fase de concepção das ideias e tiveram controle sobre o produto final. Coube aos dois estúdios a função de testar o jogo antes do seu lançamento.

## Recepção
| Jogo                                | Game Rankings | Metacritic |
| ----------------------------------- | ------------- | ---------- |
| Age of Empires                      | 87%           | 83%        |
| Rise of Rome                        | 80%           | –          |
| Age of Empires II: The Age of Kings | 92%           | 92%        |
| The Conquerors                      | 88%           | 88%        |
| Age of Empires III                  | 82%           | 81%        |
| The WarChiefs                       | 81%           | 80%        |
| The Asian Dynasties                 | 80%           | 80%        |
| Age of Mythology                    | 89%           | 89%        |
| The Titans                          | 84%           | 84%        |
| Age of Empires: The Age of Kings    | 80%           | 80%        |

A série Age of Empires foi considerada um sucesso. Até 2008, seus jogos venderam mais de um milhão de cópias. De acordo com o Gamasutra, Age of Empires vendeu mais de três milhões de cópias e The Rise of Rome vendeu um milhão de cópias até 2000. Ao mesmo tempo, a Microsoft anunciou que vendeu mais de dois milhões de cópias em The Age of Kings. Em 2003, a Microsoft anunciou que as vendas de cópias de Age of Mythology foram de um milhão. Em 2004, previamente ao lançamento de Age of Empires III, a franquia Age of Empires vendeu mais de 15 milhões de cópias. Em 18 de Maio de 2007 a Ensemble Studios anunciou que dois milhões de cópias de Age of Empires III foram vendidas. Os jogos da série atingem grandes pontuações nas análises gerais de websites especializados em videogames, como Game Rankings e Metacritic, que agregam resultados de análises e notas de vários outros websites. Em geral, Age of Empires II: The Age of Kings é o mais bem sucedido da série, com 92% de média de pontuação.
Age of Empires influenciou vários jogos de estratégia em tempo real como Rise of Nations, Empire Earth, e Cossacks. Star Wars: Galactic Battlegrounds também foi influenciado pela série: ele utilizou o motor de jogo Genie, sendo os mesmos usados em Age of Empires e Age of Empires II: The Age of Kings, sendo considerado uma réplica muito próxima dos jogos, tanto que a IGN começou a revisão com a frase "Eu amo Age of Star Wars, quero dizer, Star Empires. Seja como for chamado, eu vou analisá-lo." e a GameSpot escreveu que "fundamentais do motor de Age of Empires II estão muito intactas em Star Wars: Galactic Battlegrounds que os veteranos do jogo podem pular direto nele." Em Outubro de 2005, Bruce Shelley comentou o impacto da série. Em uma entrevista da GameSpy, ele explicou que seus parentes iam "falar para a Ensemble Studios que seus filhos estão lendo livros sobre a Grécia Antiga porque eles apreciam jogar muito com os trirremes, ou eles procuram ver livros sobre a Idade Média porque o jogo tem um trabuco também."
Shelley falou que a chave do sucesso dos jogos é a inovação, diferente das imitações de seus trabalhos. Ele também falou que os únicos elementos do jogo "ajudaram à estabelecer a reputação da Ensemble Studios como mestres de jogos de gênero estratégia em tempo real." Mark Bozon da IGN escreveu em suas revisões sobre The Age of Kings, "As séries Age of Empires foram umas das mais inovadoras séries de jogos de estratégia em tempo real para PC na última década." Gamenikki disse à Ensemble Studios que "o desenvolvedor começou ele todo", e falaram sobre como Age of Empires III fez um grande avanço para o gênero de estratégia em tempo real. Shelley reconheceu que o sucesso e a inovação do Age of Empires ajudou a Ensemble a sobreviver em seus primeiros anos desde a criação. Em 2005, Shelley protestou em seu blog contra alguns críticos, acusando-os de avaliarem tendenciosamente Age of Empires III sob uma suposta falta de inovação, citando os 60% dados pela Computer Gaming World como exemplo.
A Bungie Studios escolheu a Ensemble Studio para desenvolver Halo Wars, que é um jogo de RTS na franquia Halo. Em seu site, a franquia Age of Empires foi lembrada com grande entusiasmo como uma das maiores criações da Ensemble Studio.